# .fk
.fk е интернет домейн от първо ниво за Фолкландските острови.
Администрира се от Корпорацията за развитие на Фолкландските острови. Представен е през 1997 г.

## Домейни от второ ниво
- .co.fk
- .org.fk
- .gov.fk
- .ac.fk
- .nom.fk
- .net.fk